# Ibrahim Sorie Kamara
Ibrahim Sorie Kamara (* 6. April 1949 in Rokupr) ist ein sierra-leonischer Politiker und Diplomat im Ruhestand.
Er hat acht Kinder.

## Ausbildung
Ibrahim Sorie Kamara besuchte die Holy Cross Roman Catholic Primary School in Rokupr und anschließend die Kolenten Secondary School in Kambia. Er studierte von 1969 ab Geschichte und Politik an der University of Sierra Leone. Seinen Bachelor of Arts der Erziehungswissenschaft erhielt er 1974 am Fourah Bay College verliehen. 1981 erhielt er das Diplom der Betriebswirtschaft an der Glasgow Caledonian University.

## Werdegang
Ibrahim Sorie Kamara war von 1968 bis 1969 Assistenzlehrer an der Boys Secondary School, Kissy Mess Mess des Sierra Leone Muslim Congress in Freetown. Später arbeitete er von 1974 bis 1977 als Lehrer an der Secondary School der Sierra Leone Muslimbruderschaft in der Berry Street in Freetown. Im Anschluss war er bis 1981 als Marketingvertreter der Abteilung Kraftfahrzeugversicherung der staatlichen Sierra Leone National Insurance Company tätig. 1981 war er stellvertretender Leiter der Abteilung Kraftfahrzeugversicherung der Sierra Leone National Insurance Company. Er wechselte dann zur Pauline Marie Trading Company, National Shipping Compound, Cline Stadt in Freetown, wo er bis 1982 Chief Executive Officer war. Von 1982 bis zu seiner Versetzung in den Ruhestand, 2012 war er Parlamentarier Sierra Leones für den Wahlkreis Kambia Zentral Constituency in der Northern Province (Sierra Leone). Er hatte damit die längste Dienstzeit aller Parlamentarier.
Er war Whip der All People’s Congress (Sierra Leone) im Parlament (Sierra Leone), Vorsitzender der All People’s Congress (Sierra Leone) in Kambia und von 1982 bis 1985 stellvertretender Minister für Landwirtschaft und natürliche Ressourcen. Von 1985 bis 1986 war er Minister für Handel, Industrie und Staatsunternehmen. Neben seiner politischen Tätigkeit war er von 1986 bis 1996 Kaufmann, Versicherungsmakler und Managementberater.
Von 2007 bis 2012 war er Mitglied des Parlaments der Westafrikanische Wirtschaftsgemeinschaft in Abuja.
Im April 2012 wurde er von Ernest Koroma als Kommandeur in den Orden des nationalen Ehrenpreis der Republik Sierra Leone, die zweithöchste zivile nationale Auszeichnung aufgenommen und zum Friedensrichter und Kommissar eingeschworen. Vom 4. November 2013 bis 2020 war er Botschafter in Brüssel. Er war gleichzeitig beim Heiligen Stuhl akkreditiert.